# نوراوانک
نوراوانک (به ارمنی: Նորավանք) یک صومعه متعلق به سدهٔ سیزدهم میلادی در ارمنستان است. این صومعه در ۱۲۲ کیلومتری ایروان در درهٔ رودخانهٔ آماغو و در نزدیکی شهر یغگنادزور قرار گرفته‌است. نام نوراوانک در زبان ارمنی به معنی «صومعهٔ نو» است.

## نگارخانه

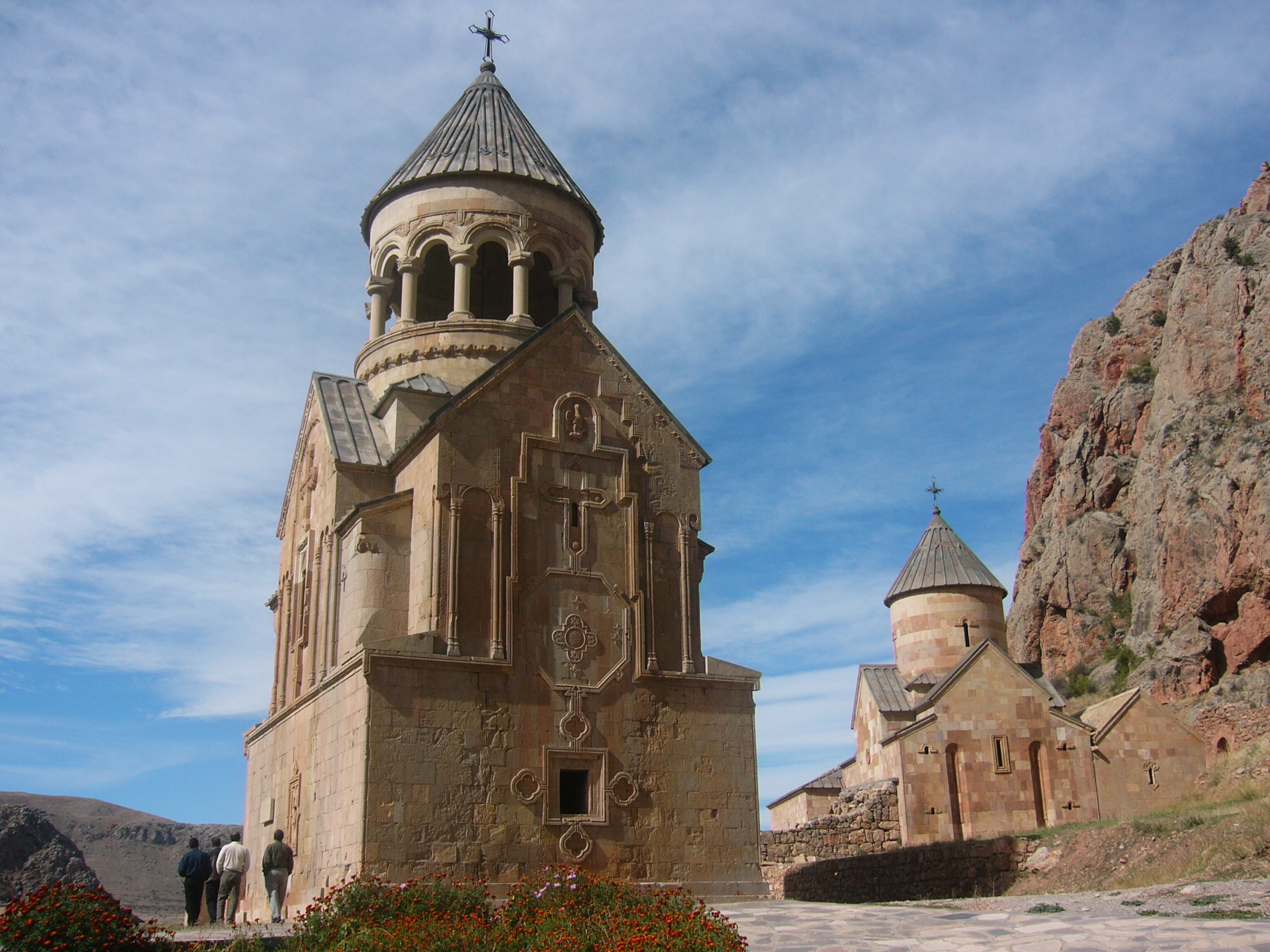
کلیساهای Surb Astvatsatsin و کاراپت مقدس به همراه Chapel گریگور مقدس در سمت راست،
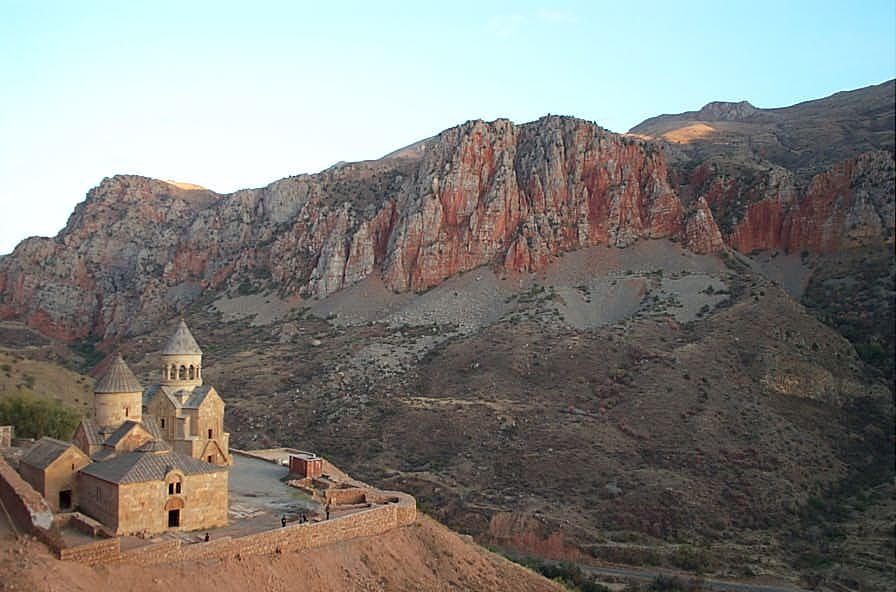
مجموعهٔ صومعهٔ نوراوانک و درهٔ آماغو.
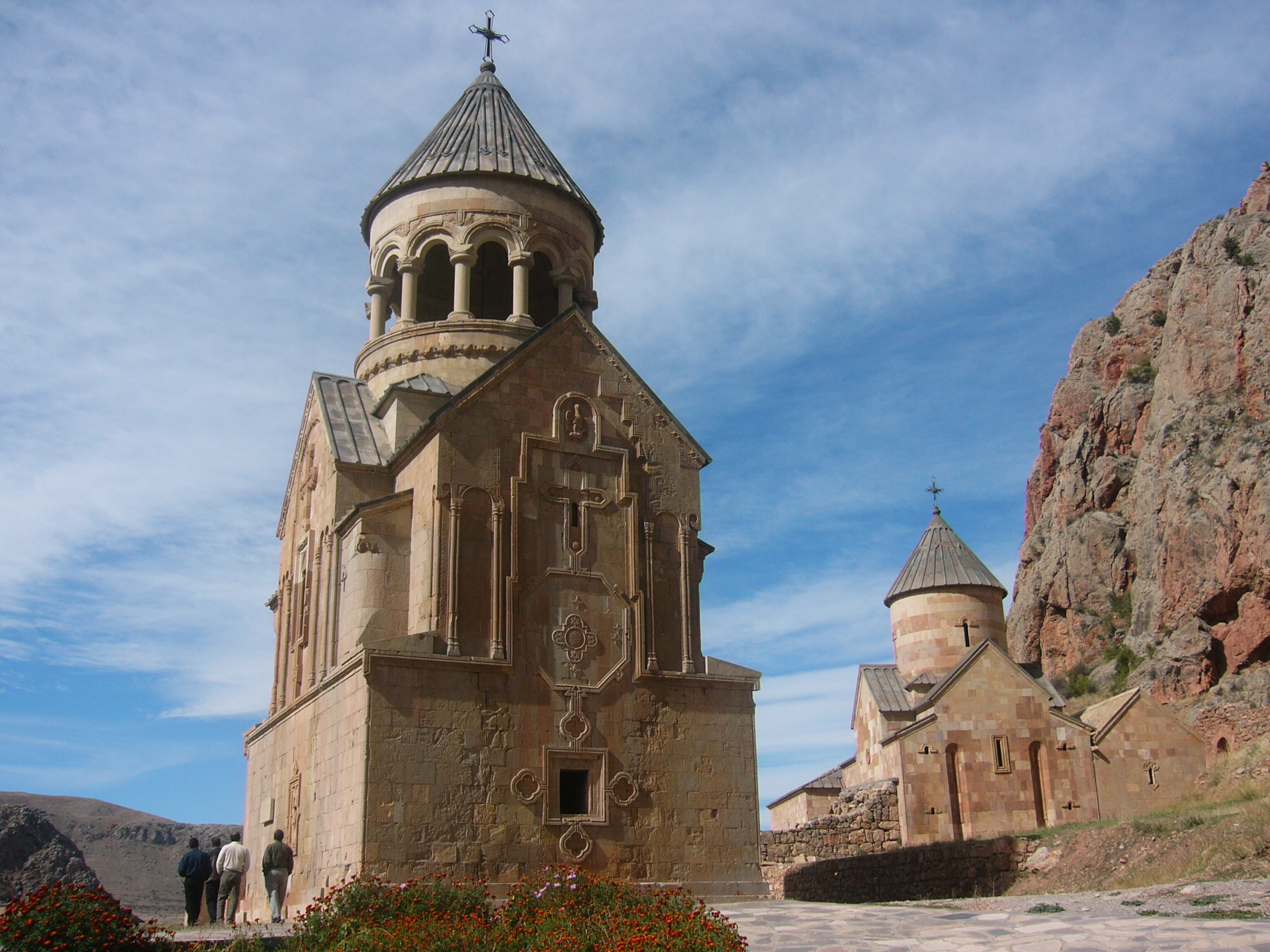
کلیسای دوطبقهٔ آستواتساتسین مقدس (مادر مقدس خدا).
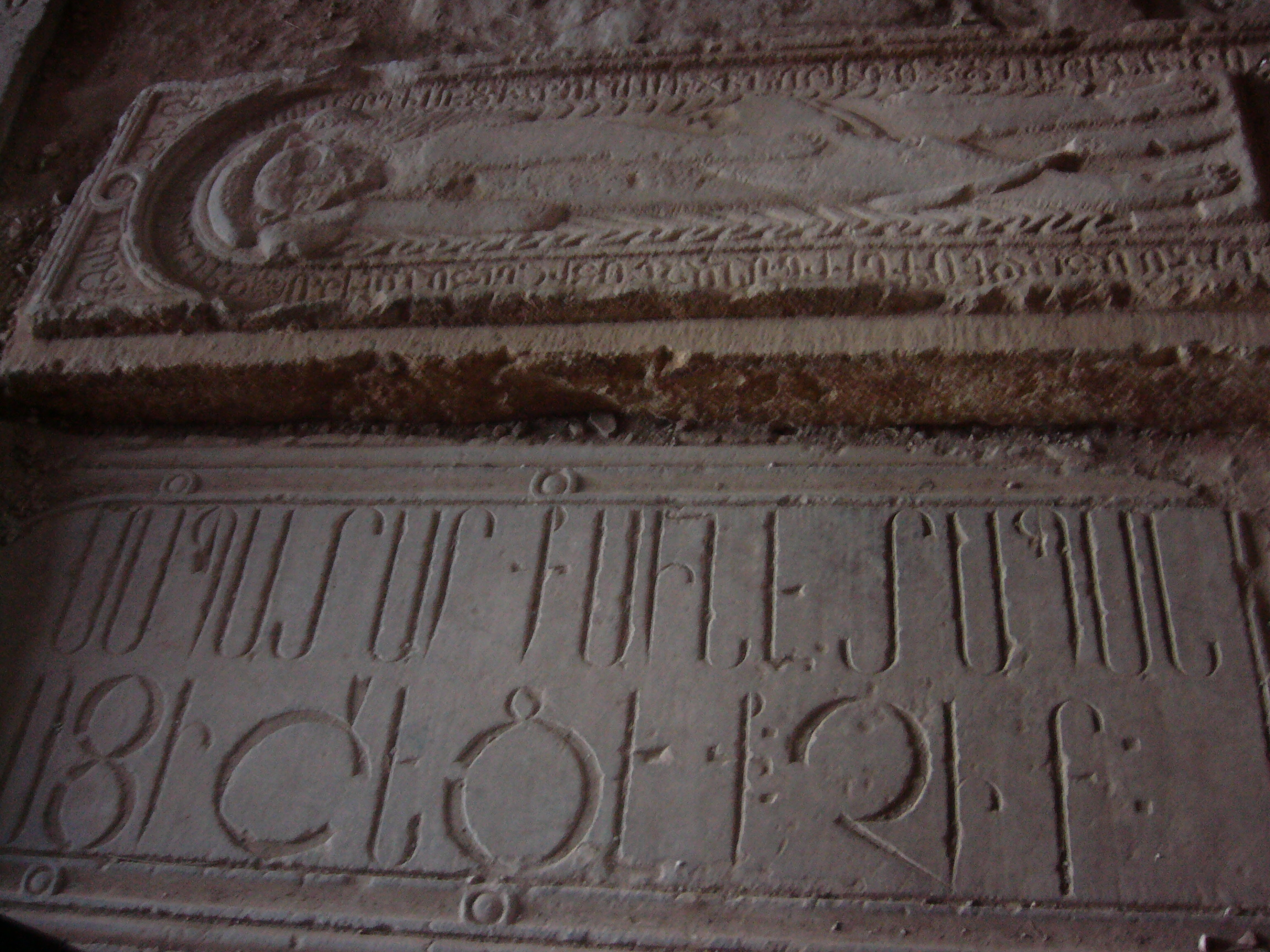
گورهای سمبات و الیکوم سوم اربلی در درون کلیسای گریگور مقدس.
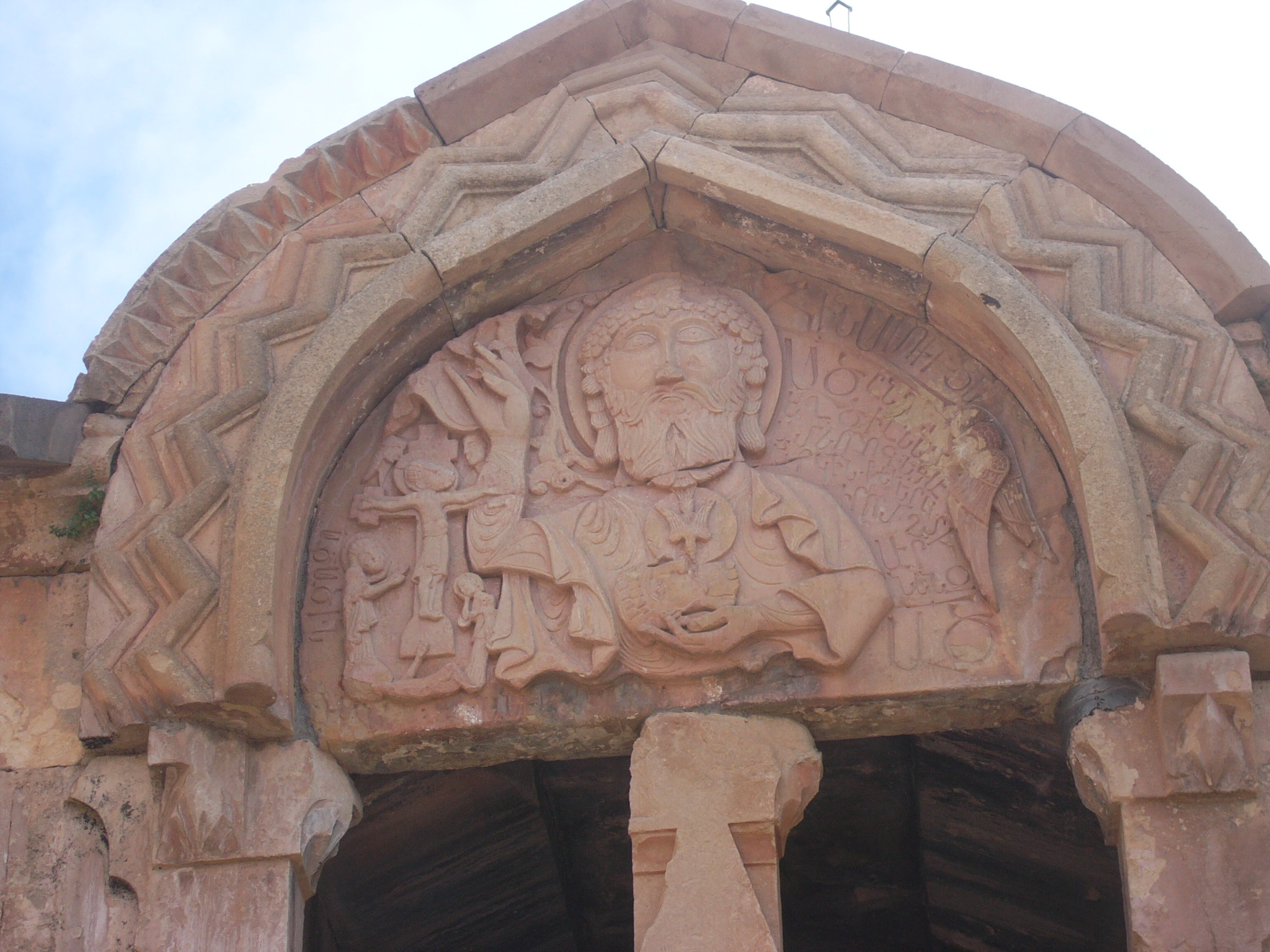
تصویری از خدا.
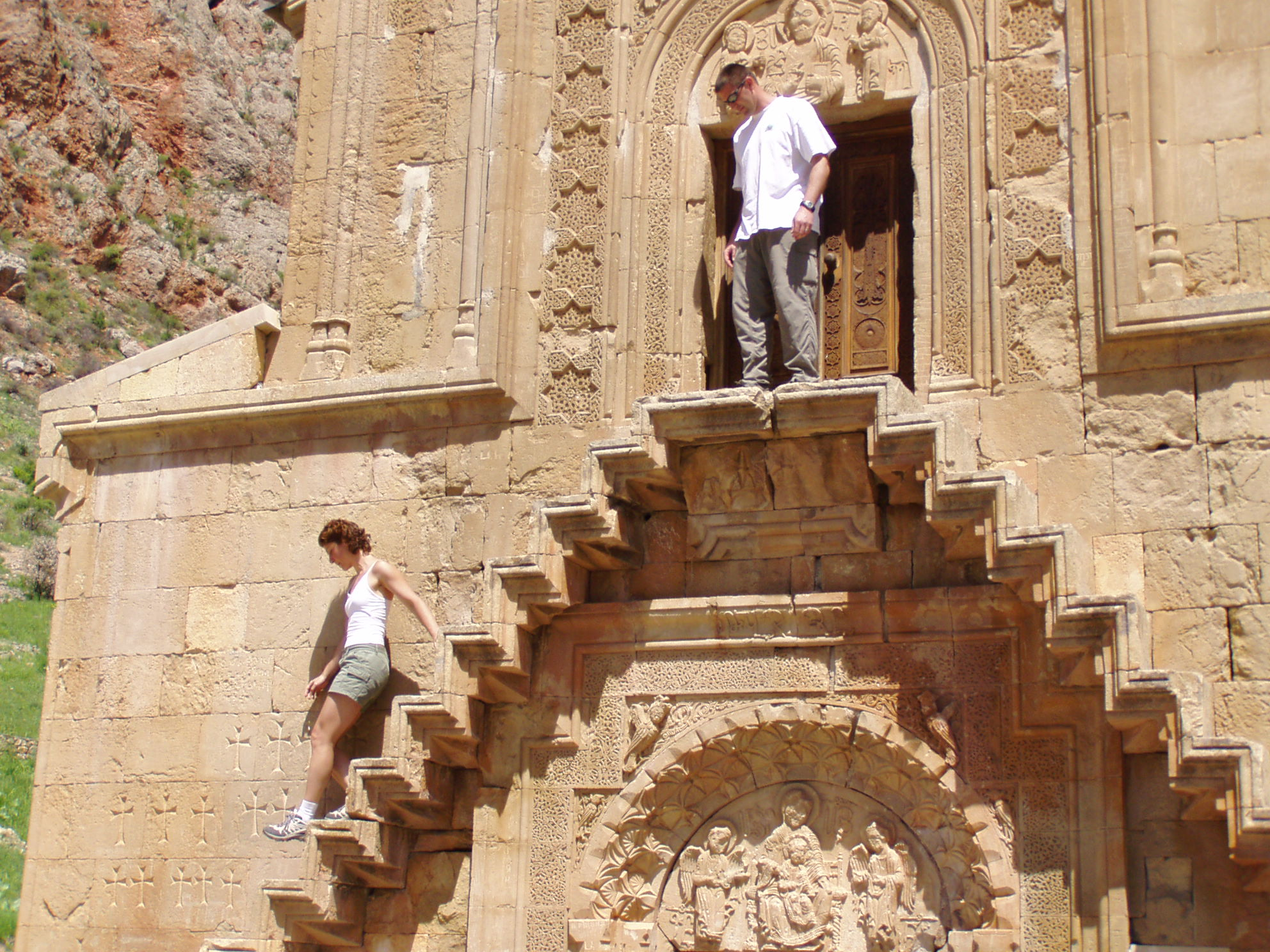
پلکان بیرون آستواتساتسین مقدس.
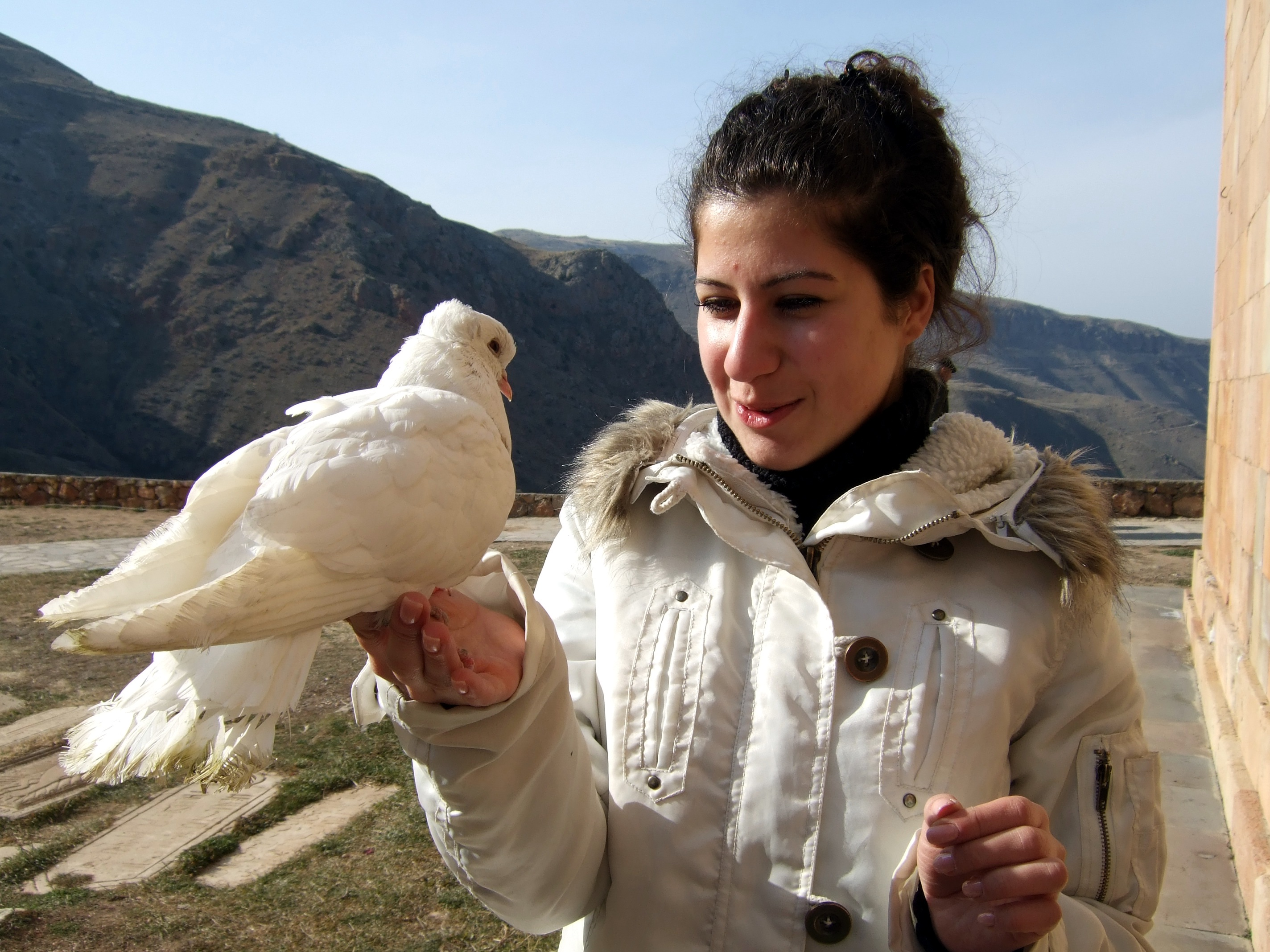
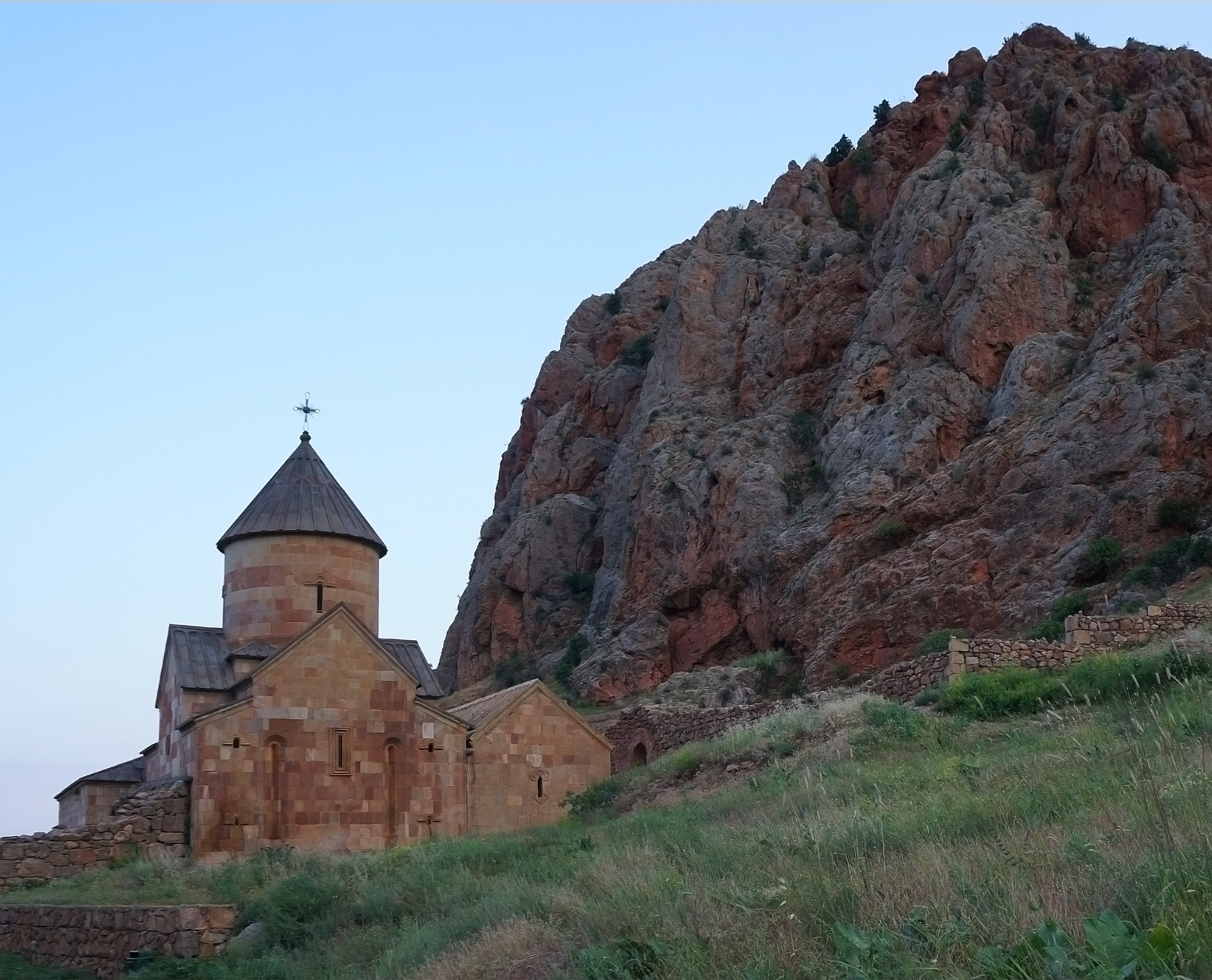
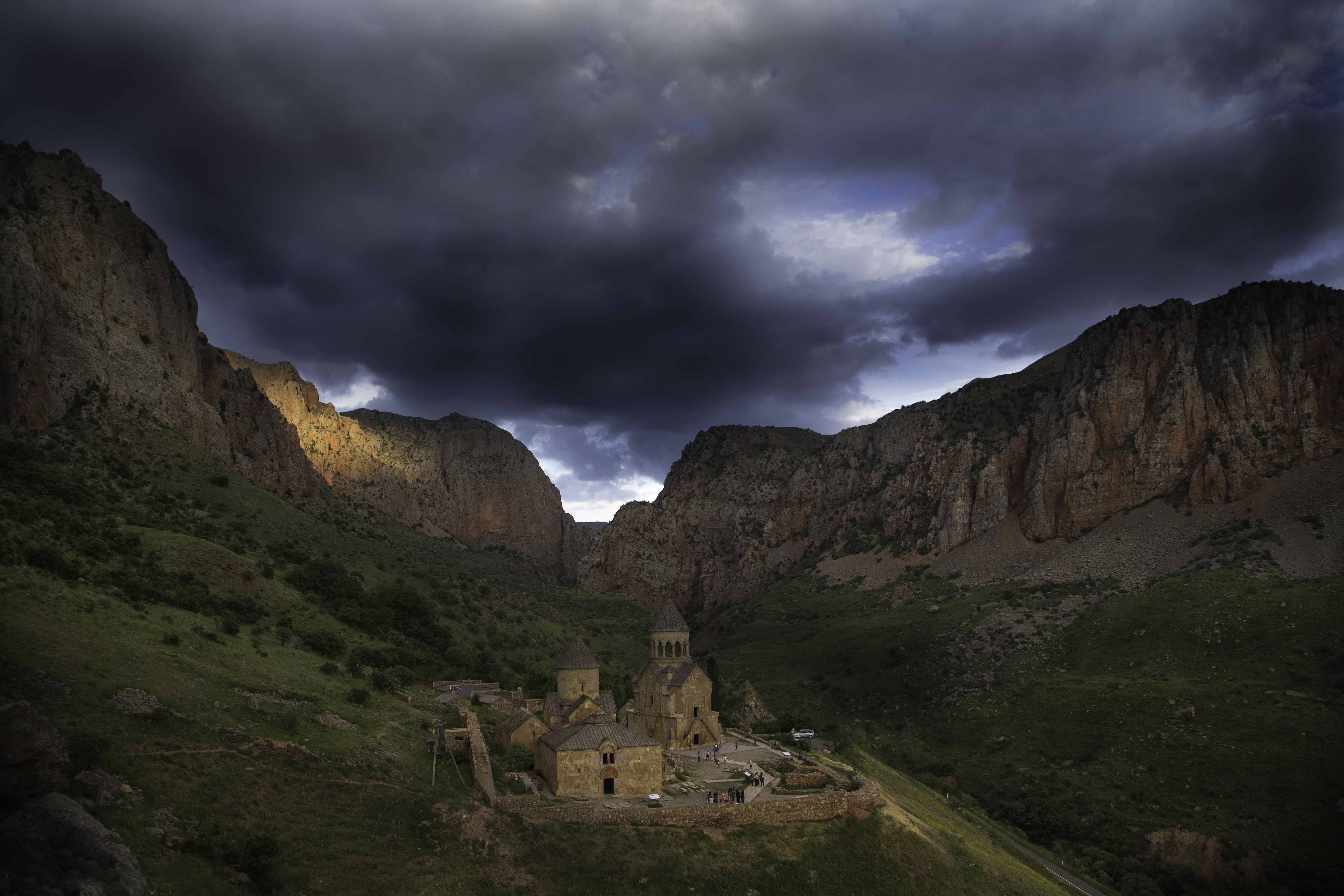